# Konklave 1799–1800

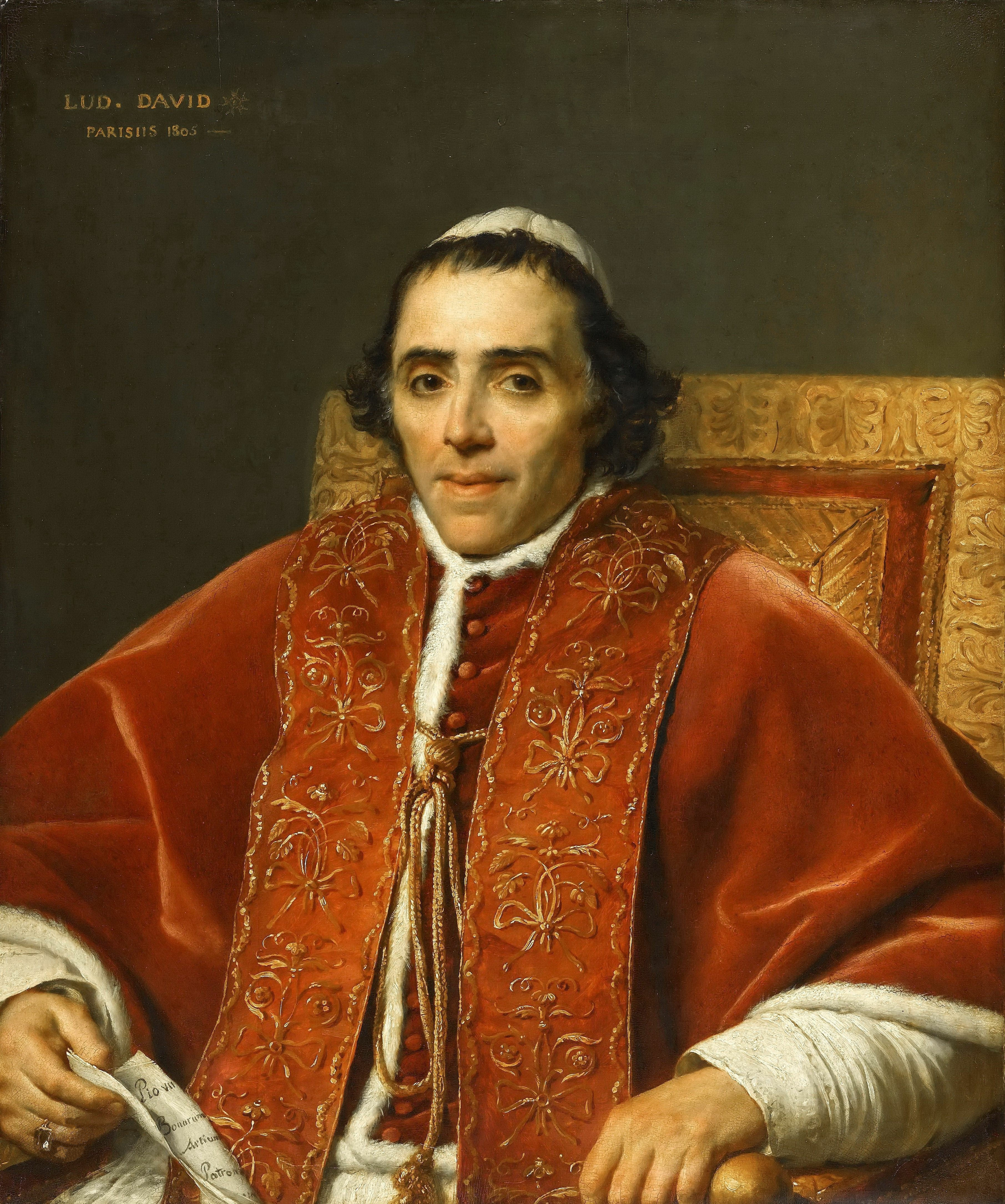
Papst Pius VII.

Das Konklave 1799/1800 tagte vom 1. Dezember 1799 bis zum 14. März 1800 in Venedig. Es war nötig geworden, da Papst Pius VI. am 29. August 1799 verstorben war.

## Hintergrund
1799, als Pius VI. im Exil in Valence gestorben war, hielten französische Truppen unter Napoleon Bonaparte Rom besetzt und riefen die Römische Republik aus. Daher konnte das Konklave nur unter dem militärischen Schutz Österreichs im Benediktinerkloster San Giorgio Maggiore auf der gleichnamigen Insel in Venedig stattfinden.

## Verlauf
Schon vor dem Konklave verkündete Kardinal Franziskus von Paula Herzan von Harras die Exklusive Kaiser Franz’ II. gegen die Wahl der Kardinäle Carlo Bellisomi und Hyacinthe Sigismond Gerdil. Nach 103 Konklavetagen und einer 204-tägigen Sedisvakanz wurde schließlich Kardinal Luigi Barnaba Chiaramonti zum Papst gewählt. Er bestieg als Pius VII. den päpstlichen Thron.

## Teilnehmer
Während der Sedisvakanz gab es 45 Kardinäle. Von ihnen nahmen folgende 34 am Konklave teil:
- Giovanni Francesco Albani, Kardinaldekan
- Henry Benedict Stuart, Kardinalsubdekan, Herzog von York
- Giuseppe Maria Doria Pamphilj, Kardinalstaatssekretär Pius’ VI.
- Giulio Maria della Somaglia, Kardinalvikar der Diözese Rom
- Hyacinthe Sigismond Gerdil, Präfekt der Congregatio de Propaganda Fide
- Andrea Gioannetti, Erzbischof von Bologna
- Francisco Antonio de Lorenzana y Butrón, Erzbischof von Toledo
- Luigi Barnaba Chiaramonti, Erzbischof von Imola (zu Papst Pius VII. gewählt)
- Guido Calcagnini, Erzbischof von Osimo
- Bernardino Honorati, Erzbischof von Senigallia
- Carlo Giuseppe Filippa della Martiniana, Bischof von Vercelli
- Leonardo Antonelli
- Luigi Valenti Gonzaga
- Francesco Carafa della Spina di Traetto
- Francesco Saverio de Zelada
- Alessandro Mattei
- Franziskus von Paula Herzan von Harras
- Giovanni Andrea Archetti
- Antonio Maria Doria Pamphilj
- Carlo Bellisomi
- Ignazio Busca
- Stefano Borgia
- Giovanni Battista Caprara
- Antonio Dugnani
- Ippolito Antonio Vincenti Mareri
- Jean-Siffrein Maury
- Giovanni Battista Bussi de Pretis
- Francesco Maria Pignatelli
- Aurelio Roverella
- Romoaldo Braschi-Onesti
- Filippo Carandini
- Ludovico Flangini
- Fabrizio Dionigi Ruffo
- Giovanni Rinuccini

## Abwesende Kardinäle
11 Kardinäle nahmen nicht am Konklave teil:
- José Francisco Miguel António de Mendoça, Patriarch von Lissabon
- Christoph Anton von Migazzi, Erzbischof von Wien
- Dominique de La Rochefoucauld, Erzbischof von Rouen
- Johann Heinrich von Frankenberg, Erzbischof von Mecheln
- Giuseppe Maria Capece Zurlo, Erzbischof von Neapel
- Vincenzo Ranuzzi, Erzbischof von Ancona
- Louis René Édouard de Rohan-Guéméné, Bischof von Straßburg
- Muzio Gallo, Bischof von Viterbo
- Carlo Livizzani Forni
- Antonio Sentmanat y Castellá
- Louis-Joseph de Montmorency-Laval